# いっしょにごはん。
『いっしょにごはん。』はavexが2011年に発売したオリジナルドラマCD作品。料理が擬人化されたキャラクターが登場するのが特徴である。2012年には第2弾として『いっしょにごはん。あらかると』が10か月連続でリリースされた。
また、オトメイトによりゲーム化もされた。
ジャケット・キャラクターデザインは雪広うたこ。

## 概要
花連雀調理大学指定の学生アパートの中で最も古く、木造2階建てのボロボロなアパート「召し家荘」。大学に近く家賃も安いため古さを気にしない個性豊かな住人たちが繰り広げるドタバタ日常劇である。米田光が召し家荘へ引っ越してきた事から物語は始まり、彼を中心に話が進んでいく。作品ごとの登場人物は4 - 5人で毎回異なるが、光はどのCDにも必ず登場している。作中にはクッキングシーンがはさまれレシピも公開される。

## 登場人物
米田 光（よねだ ひかり）
声 - 梶裕貴
204号室の住人。花連雀調理大学経営学科の2回生。
明るくとても優しい性格だが頼まれると断れないお人よし。料理音痴でご飯と味噌汁しか作れないが食べるのは大好き。実家は新潟県の米農家で一度キレると新潟弁になる。唯一全作品のCDに登場するキャラクターでもある。
辛澤 澪（からさわ れい）
声 - 小野大輔
203号室の住人。花連雀調理大学OB。
卒業後はインドカレー屋の雇われ料理人をしており、勤務先が近いという理由だけで召し屋荘に住み続けている。カレーを愛し何でもカレー風にアレンジしてしまう。普段は俺様で主張の強い性格だが酒に弱く、一口で酔い泣き上戸になる。虫が大の苦手で見つけると絶叫する程である。
大豆 納（だいとう なつ）
声 - 津田健次郎
101号室の住人。花連雀調理大学和食学科の4回生。
料亭の一人息子で和食を好み、常に着物を着用している。真面目で厳しく規律を守る性分なので寮長のような存在。通称「召し屋荘の風紀委員」。ピータンの前では性格が豹変する。
鳥山 揚介（とりやま ようすけ）
声 - 下野紘
102号室の住人。花連雀調理大学洋食学科の1回生。
揚げ物料理が好きで、中でも鳥のから揚げは得意。元気で明るい性格なので友達も多いが、コンプレックスである小柄な体型をからかわれるとブチギレる。光の事を師匠と呼び慕っている。生ものが苦手で刺身が食べられない。
海野 力（うみの りき）
声 - 鈴村健一
201号室の住人。花連雀調理大学和食学科の3回生。
周りからはリッキー（リッキー先輩）と呼ばれている。お洒落で調子者。楽しい事や女の子が大好きだが、料理や将来に対しては真面目。よく門限を破り帰宅しては大豆に説教をされ反省文を書かされている。
卯野葉 直（うのは なお）
声 - 福山潤
103号室の住人。花連雀調理大学食品模型学科の4回生。
京都生まれで両親は芸術家。温和で話し方や雰囲気もやわらかい。病弱で大学は休学中だが課題だけは提出している。手先が器用で芸術肌。ただ集中すると食事や睡眠を忘れがちになり、よく貧血を起こす。日光が苦手で夜型体質。
林 流宇（はやし るう）
声 - 日野聡
205号室の住人。花連雀調理大学洋食学科の2回生。
母親に交渉してもらい召し屋荘へ引っ越してくる。頭も顔も良くしっかり者だが実は腹黒な面を隠している。十年前に両親の離婚後、父親に引き取られたため苗字は異なるが、辛澤とは実の兄弟で仲が悪い。
多摩 卵丸（たま らんまる）
声 - 代永翼
105号室の住人。花連雀調理大学洋食学科の1回生。
サトウに勧められスイーツを食べに召し屋荘へ来たのが縁で住人となる。女の子に間違われる程の可愛い外見をしており、ワガママで甘え上手。口癖は「ぷぅ〜」。スイーツが大好きでカフェ巡りをよくしているので詳しい。特にプリンが好物。
伴場 軍司（はんば ぐんじ）
声 - 三宅健太
104号室の住人。花連雀調理大学洋食学科の3回生。
召し屋荘での頼れる兄貴分。元野球部の経歴と体格の良さから力仕事を任される事が多い。野球の世界へ進むつもりだったが致命的な怪我で断念し料理の道へ。高所恐怖症である。
サトウ
声 - 羽多野渉
召し屋荘の大家。
アンドロイドのため性格や話し方が機械的になっている。また、新鮮な食材を見分けるなどの便利機能も搭載されている。
ピータン
召し屋荘で飼われている猫。
部屋の前に倒れてたところを大豆が密かに保護し餌を与えていた。公になってからは主に卵丸が世話をしている。

## 作品一覧

### 第1弾
| タイトル名                   | 発売日        |
| ---------------------------- | ------------- |
| ドラマCD いっしょにごはん。1 | 2011年4月13日 |
| ドラマCD いっしょにごはん。2 | 2011年4月27日 |
| ドラマCD いっしょにごはん。3 | 2011年5月27日 |
| ドラマCD いっしょにごはん。4 | 2011年6月24日 |
| ドラマCD いっしょにごはん。5 | 2011年7月22日 |
| ドラマCD いっしょにごはん。6 | 2011年8月26日 |

### 第2弾
| タイトル名                                     | 発売日         |
| ---------------------------------------------- | -------------- |
| ドラマCD いっしょにごはん。あらかると 米田光   | 2012年1月27日  |
| ドラマCD いっしょにごはん。あらかると 辛澤澪   | 2012年2月24日  |
| ドラマCD いっしょにごはん。あらかると 伴場軍司 | 2012年3月23日  |
| ドラマCD いっしょにごはん。あらかると 林流宇   | 2012年4月27日  |
| ドラマCD いっしょにごはん。あらかると 卯野葉直 | 2012年5月25日  |
| ドラマCD いっしょにごはん。あらかると 多摩卵丸 | 2012年6月29日  |
| ドラマCD いっしょにごはん。あらかると 鳥山揚介 | 2012年7月27日  |
| ドラマCD いっしょにごはん。あらかると 海野力   | 2012年8月24日  |
| ドラマCD いっしょにごはん。あらかると 大豆納   | 2012年9月28日  |
| ドラマCD いっしょにごはん。あらかると サトウ   | 2012年10月26日 |

## コミック
2011年5月10日よりゼロサムオンラインにて『いっしょにごはん。-炊きたて!-』が連載され、その続編『いっしょにごはん。-もう一杯!-』が連載された。作画は雪広うたこではなく丸山のりこ。
いっしょにごはん。-炊きたて!-
1. 2011年10月25日発売、一迅社、ISBN 978-4758056595
2. 2012年2月25日発売、一迅社、ISBN 978-4758056861

いっしょにごはん。-もう一杯!-
- 2012年10月25日発売、一迅社、ISBN 978-4758057516

## ゲーム
オトメイトから『いっしょにごはん。PORTABLE』（いっしょにごはん ポータブル）のタイトルで2013年1月24日に発売。

### ストーリー
実家のレストランを継ぐため花連雀調理大学に通う主人公「麦畑茜」。
少ない仕送りと自らのバイト代で生活をまかなっていたが、夏休みに入りバイト先のパン屋が倒産。
次の職場を探すさなか、暑さと空腹で商店街をフラフラしていたところをサトウに助けられる。
事情を話すと召し屋荘の大家兼管理人代理のバイトを持ちかけられ引き受ける事となった。

### オリジナルの登場人物
麦畑 茜（むぎばた あかね）※名前は変更可能
声 - なし
本作の主人公。花連雀調理大学経営学科の1回生。
北海道から上京し、アパートで一人暮らしをしながら大学へ通っている。真面目で優しい性格。料理は苦手だがお菓子作りは得意。鳥山とは栄養学の講義で一緒。

### 主題歌
オープニングテーマ「DAY BY DAY」
作詞：ワタナベカズヨシ・クツナテルヨシ / 作曲・編曲：クツナテルヨシ / 歌：米田光（梶裕貴）、サトウ（羽多野渉）
エンディングテーマ「木漏れ日ループ」
作詞・作曲：依田伸隆 / 歌：米田光（梶裕貴）、サトウ（羽多野渉）